# Розарио (Кјети)
Розарио (итал. Rosario) је насеље у Италији у округу Кјети, региону Абруцо.
Према процени из 2011. у насељу је живело 359 становника. Насеље се налази на надморској висини од 499 м.